# مارهای خاکی
مارهای خاکی (نام علمی: Virginia) نام یک سرده از تیره قمچه‌ماران است.